# Zatrzymanie konwekcji
Zatrzymanie konwekcji (ang. convective inhibition, w skrócie CIN) – miara lub indeks związany z energią wstrzymująca konwekcję w atmosferze.
Zatrzymanie głębokiej konwekcji następuje w sytuacjach kiedy warstwy cieplejszego powietrza nachodzą na zimne powietrze przy ziemi. Obszary wysokich indeksów CIN są stabilne.